# كريستوفر تروتر
كريستوفر تروتر (بالإنجليزية: Christopher Trotter)‏ هو نحات أسترالي، ولد في 1967.